# Pocono Pines
Pocono Pines es un lugar designado por el censo ubicado en el condado de Monroe en el estado estadounidense de Pensilvania. En el año 2000 tenía una población de 1,013 habitantes y una densidad poblacional de 98 personas por km².

## Geografía
Pocono Pines se encuentra ubicado en las coordenadas 41°6′54″N 75°27′37″O / 41.11500, -75.46028.

## Demografía
Según la Oficina del Censo en 2000 los ingresos medios por hogar en la localidad eran de $45,294 y los ingresos medios por familia eran $49,868. Los hombres tenían unos ingresos medios de $33,906 frente a los $24,063 para las mujeres. La renta per cápita para la localidad era de $21,890. Alrededor del 10.9% de la población estaba por debajo del umbral de pobreza.